# Liten ved-dynlav
Liten ved-dynlav (Micarea eximia) är en lavart som beskrevs av Johan Teodor Hedlund. Liten ved-dynlav ingår i släktet Micarea, och familjen Pilocarpaceae. Enligt den finländska rödlistan är arten sårbar i Finland. Arten är reproducerande i Sverige. Artens livsmiljö är naturmoskogar.